# Мугреево-Никольское сельское поселение
Мугре́ево-Нико́льское се́льское поселе́ние — муниципальное образование в Южском районе Ивановской области Российской Федерации.
Административный центр — село Мугреево-Никольское.

## Географические данные
- Общая площадь: 292,85 км²
- Расположение: восточная часть Южского района
- Граничит:
  - на севере — с Палехским районом Ивановской области
  - на юго-западе — с Южским городским поселением
  - на юге — с Мостовским и Талицким сельскими поселениями
  - на западе — с Хотимльским сельским поселением
  - на востоке — с Мугреевским сельским поселением

На территории сельского поселения находится ООПТ «Озеро и болото Рябо».

## История
Образовано 24 февраля 2005 года, в соответствии с Законом Ивановской области № 53-ОЗ «О городском и сельских поселениях в Южском муниципальном районе».
Законом Ивановской области от 10 декабря 2009 года № 141-ОЗ, Мугреево-Никольское и Груздевское сельские поселения преобразованы, путём объединения, в Мугреево-Никольское сельское поселение с административным центром в селе Мугреево-Никольское.

## Население
| 2002 | 2010 | 2011 | 2012 | 2013 | 2014 | 2015 |
| ---- | ---- | ---- | ---- | ---- | ---- | ---- |
| 848  | ↘701 | ↘698 | ↘679 | ↘674 | ↗676 | ↘661 |
| 2016 | 2017 | 2018 | 2019 | 2020 | 2021 |      |
| ↗671 | ↘653 | ↘627 | ↘617 | ↘607 | ↘491 |      |

## Состав сельского поселения
| №  | Населённый пункт      | Тип населённого пункта       | Население |
| -- | --------------------- | ---------------------------- | --------- |
| 1  | Быково                | деревня                      | ↘2        |
| 2  | Горки                 | деревня                      | ↘11       |
| 3  | Груздево              | село                         | ↗147      |
| 4  | Зеленино              | деревня                      | ↘0        |
| 5  | Истоки                | посёлок                      | 16        |
| 6  | Кашино                | деревня                      | ↘35       |
| 7  | Китайново             | деревня                      | ↘8        |
| 8  | Клестово              | деревня                      | ↘4        |
| 9  | Костяево              | деревня                      | ↘0        |
| 10 | Кочергино             | деревня                      | ↘14       |
| 11 | Ламна                 | деревня                      | 0         |
| 12 | Ламна Большая         | село                         | ↘6        |
| 13 | Ламна Малая           | село                         | ↘0        |
| 14 | Легково               | деревня                      | ↘2        |
| 15 | Лукино                | деревня                      | ↘38       |
| 16 | Мугреево-Дмитриевское | село                         | ↘38       |
| 17 | Мугреево-Никольское   | село, административный центр | ↗329      |
| 18 | Пашки                 | деревня                      | ↘2        |
| 19 | Петушки               | деревня                      | ↘24       |
| 20 | Тарасиха              | деревня                      | ↘21       |
| 21 | Черемисино            | деревня                      | ↘2        |
| 22 | Чеусово               | деревня                      | ↘1        |
| 23 | Шеверниха             | деревня                      | ↘1        |

### Упразднённые населённые пункты
- деревня Олтухово, упразднена в 1992 году

## Местное самоуправление
Администрация сельского поселения находится по адресу: 155640, Ивановская область, Южский район, с. Мугреево-Никольское, ул. Центральная, д. 40.
Глава администрации — М.Г. Скурлакова  (недоступная ссылка).